# 1590
1590 (MDXC) a fost un an comun al calendarului gregorian, care a început într-o zi de luni.

## Nașteri
- Grigore Ureche, cronicar și om politic român (d. 1647)

## Decese
- 27 august: Papa Sixt al V-lea  (n. 1520)
- 27 septembrie: Papa Urban al VII-lea  (n. 1521)
- 20 decembrie: Ambroise Paré  (n. 1510)
- 10 iulie: Carol al II-lea, Arhiduce de Austria arhiduce de Austria (n. 1540)
- 10 decembrie: Cristina a Danemarcei  (n. 1521)
- 5 februarie: Bernardino de Sahagún  (n. 1499)
- 16 octombrie: Anna de Austria (1528-1590) Arhiducesă de Austria (n. 1528)
- dată necunoscută: Edward Kelley  (n. 1555)
- 20 ianuarie: Giambattista Benedetti  (n. 1530)
- 12 octombrie: Kanō Eitoku artist japonez (n. 1543)
- 20 septembrie: Robert Garnier  (n. 1544)
- 29 octombrie: Dirck Volckertszoon Coornhert  (n. 1522)
- dată necunoscută: Johann Fischart scriitor german (n. 1546)
- 30 mai: Camilla Martelli  (n. 1545)
- dată necunoscută: Juan Latino  (n. 1518)
- aprilie: Petru Cercel domn al Țării Românești (n. 1556)
- dată necunoscută: Ecaterina Salvaresso  (n. ?)